# Femmes dans la Vie du Christ
Mujeres en la Vida de Cristo (Femmes dans la Vie de Christ) es una antología de la Vita Christi de Isabel de Villena (1430), traducida al francés por Patrick Gifreu, y publicada por Éditions de la Merci el año 2008.

## Reseña
La Vita Christi de sor Isabel de Villena se encuadra en una tradición de obras medievales que se basan en la vida de Jesucristo. Estas obras conllevan un comentario que induce a la meditación y ofrece al lector muchos temas emocionantes. La autora no duda en alejarse de las obras de sus predecesores y de sus contemporáneos. Su Vita es única.
Se nota el papel eminente que recae en la Virgen María en el libro. Y son muchos los capítulos dedicados, no tanto a la relación de los hechos de Jesús, como a la descripción de los efectos que estos provocan en la Virgen María. La plenitud de gracia otorgada a la Virgen como Madre de Dios, significa la plenitud de perfección de lo propio de la mujer, de lo femenino. En ella se halla el arquetipo de la dignidad personal de la mujer.
Sor Isabel defiende la dignidad de la mujer y su vocación en conformidad con las Escrituras y el Magisterio. Por eso tiene que demostrar el valor moral de la mujer, criatura de Dios igual que el hombre, y no instrumento del diablo.